# BMF-plaketten
BMF-plaketten eller Din bok – vårt val är ett litterärt pris som delas ut av Svenska bokhandelsmedhjälpareföreningen (BMF) för att stimulera läsintresset och öka förtrogenheten med svenska författares verk. Pristagarna utses genom en omröstning bland bokhandelsmedhjälparna. I stadgarna kan läsas att priset ”tilldelas den svenska författare som med sin under det närmast föregående året utkomna bok skänkt den största behållningen och personliga tillfredsställelsen”. Priset till vuxenförfattare instiftades 1951. Till barnboksförfattare instiftades priset 1983.

## Pristagare

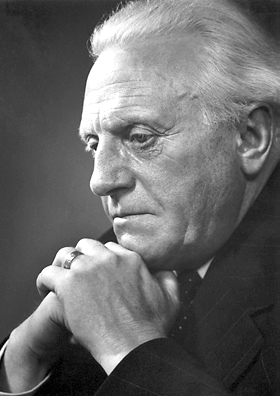
Pär Lagerkvist, pristagare 1951

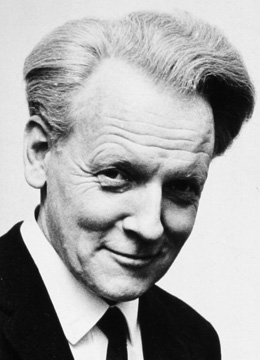
Per Anders Fogelström, pristagare 1961

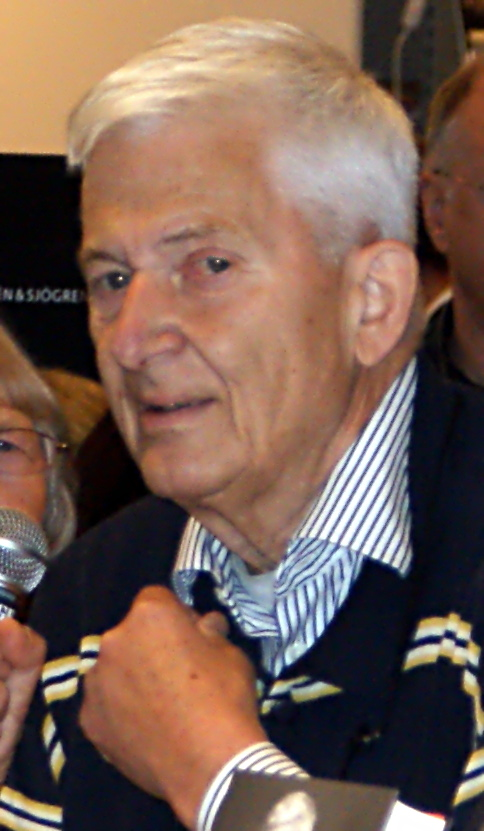
P.O. Enquist, pristagare 1971

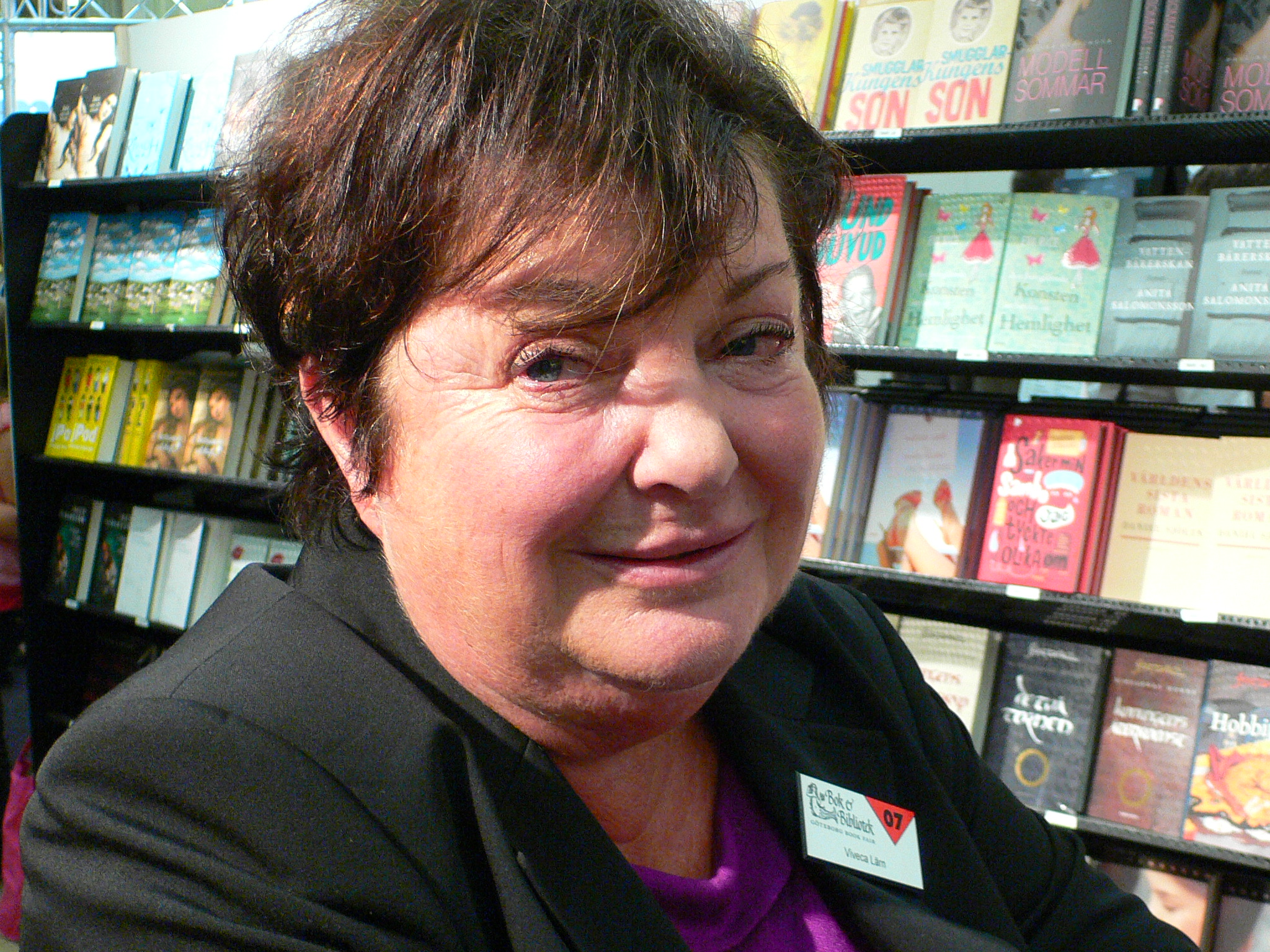
Viveca Lärn, pristagare 1985

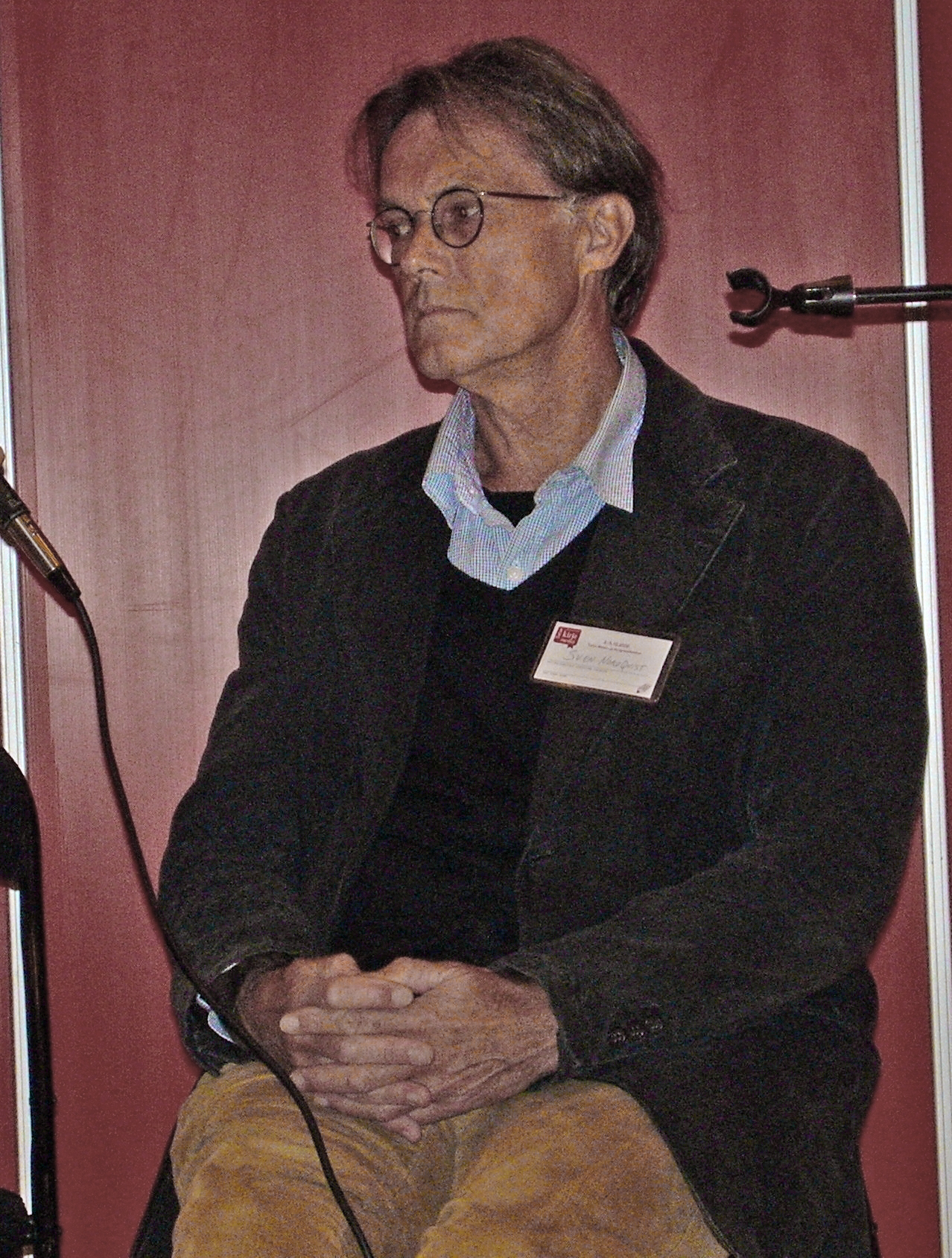
Sven Nordqvist, pristagare 1995

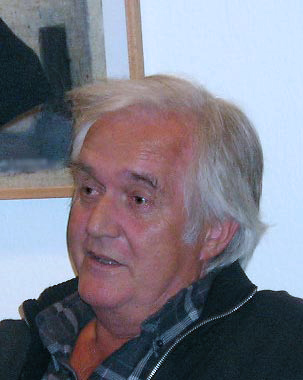
Henning Mankell, pristagare 1996

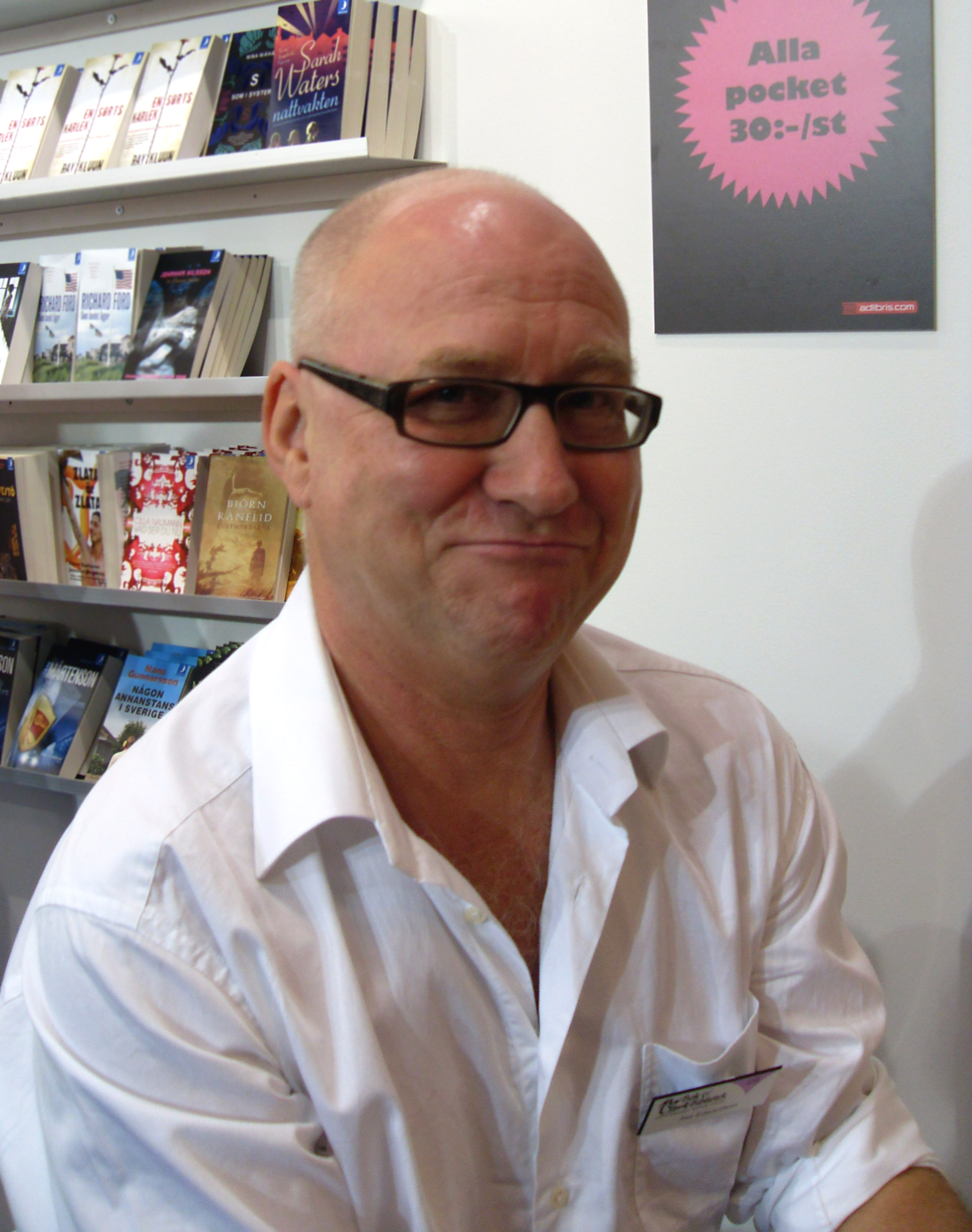
Åke Edwardson, pristagare 2005

## Pristagare[1]
| År   | Författarplaketten                                    | Författarplaketten      | Barnboksplaketten                                           | Barnboksplaketten                           |
| År   | Boktitel                                              | Författare              | Boktitel                                                    | Författare                                  |
| ---- | ----------------------------------------------------- | ----------------------- | ----------------------------------------------------------- | ------------------------------------------- |
| 1951 | Barabbas                                              | Pär Lagerkvist          | Utdelades inte dessa år                                     | Utdelades inte dessa år                     |
| 1952 | Analfabeten                                           | Ivar Lo-Johansson       | Utdelades inte dessa år                                     | Utdelades inte dessa år                     |
| 1953 | Invandrarna                                           | Vilhelm Moberg          | Utdelades inte dessa år                                     | Utdelades inte dessa år                     |
| 1954 | Cikada                                                | Harry Martinson         | Utdelades inte dessa år                                     | Utdelades inte dessa år                     |
| 1955 | Stora glömskan                                        | Lars Ahlin              | Utdelades inte dessa år                                     | Utdelades inte dessa år                     |
| 1956 | Hjortronlandet                                        | Sara Lidman             | Utdelades inte dessa år                                     | Utdelades inte dessa år                     |
| 1957 | Paula                                                 | Walter Ljungquist       | Utdelades inte dessa år                                     | Utdelades inte dessa år                     |
| 1958 | Molnen över Metapontion                               | Eyvind Johnson          | Utdelades inte dessa år                                     | Utdelades inte dessa år                     |
| 1959 | Dödgrävarens pojke                                    | Åke Wassing             | Utdelades inte dessa år                                     | Utdelades inte dessa år                     |
| 1960 | Vid flodens strand                                    | Bengt Söderbergh        | Utdelades inte dessa år                                     | Utdelades inte dessa år                     |
| 1961 | Mina drömmars stad                                    | Per Anders Fogelström   | Utdelades inte dessa år                                     | Utdelades inte dessa år                     |
| 1962 | Stigbygeln                                            | Bengt Söderbergh        | Utdelades inte dessa år                                     | Utdelades inte dessa år                     |
| 1963 | Barn av sin stad                                      | Per Anders Fogelström   | Utdelades inte dessa år                                     | Utdelades inte dessa år                     |
| 1964 | Dessa dina bröder                                     | Sven Edvin Salje        | Utdelades inte dessa år                                     | Utdelades inte dessa år                     |
| 1965 | Calvinols resa                                        | P.C. Jersild            | Utdelades inte dessa år                                     | Utdelades inte dessa år                     |
| 1966 | Det vitmålade hjärtat                                 | Sven Fagerberg          | Utdelades inte dessa år                                     | Utdelades inte dessa år                     |
| 1967 | Ingenjör Andrées luftfärd                             | Per Olof Sundman        | Utdelades inte dessa år                                     | Utdelades inte dessa år                     |
| 1968 | På ryttmästarns tid                                   | Lars Widding            | Utdelades inte dessa år                                     | Utdelades inte dessa år                     |
| 1969 | Luftburen                                             | Per Wästberg            | Utdelades inte dessa år                                     | Utdelades inte dessa år                     |
| 1970 | Åminne                                                | Sven Delblanc           | Utdelades inte dessa år                                     | Utdelades inte dessa år                     |
| 1971 | Sekonden                                              | P.O. Enquist            | Utdelades inte dessa år                                     | Utdelades inte dessa år                     |
| 1972 | Vi möts vid Rynge                                     | Tore Zetterholm         | Utdelades inte dessa år                                     | Utdelades inte dessa år                     |
| 1973 | Bröderna Lejonhjärta                                  | Astrid Lindgren         | Utdelades inte dessa år                                     | Utdelades inte dessa år                     |
| 1974 | Häxringarna                                           | Kerstin Ekman           | Utdelades inte dessa år                                     | Utdelades inte dessa år                     |
| 1975 | På palmblad och rosor                                 | Stig Claesson           | Utdelades inte dessa år                                     | Utdelades inte dessa år                     |
| 1976 | Prästungen                                            | Göran Tunström          | Utdelades inte dessa år                                     | Utdelades inte dessa år                     |
| 1977 | Utdelades inte detta år                               | Utdelades inte detta år | Utdelades inte dessa år                                     | Utdelades inte dessa år                     |
| 1978 | Drömmen om ett liv                                    | Sun Axelsson            | Utdelades inte dessa år                                     | Utdelades inte dessa år                     |
| 1979 | Sorgenfri                                             | Mary Andersson          | Utdelades inte dessa år                                     | Utdelades inte dessa år                     |
| 1980 | Walters hus                                           | Anna Westberg           | Utdelades inte dessa år                                     | Utdelades inte dessa år                     |
| 1981 | Samuels bok                                           | Sven Delblanc           | Utdelades inte dessa år                                     | Utdelades inte dessa år                     |
| 1982 | Efter floden                                          | P.C. Jersild            | Utdelades inte dessa år                                     | Utdelades inte dessa år                     |
| 1983 | Juloratoriet                                          | Göran Tunström          | Lilla syster Kanin                                          | Ulf Nilsson och Eva Eriksson                |
| 1984 | Honungsvargar                                         | Sun Axelsson            | ...och de vita skuggorna i skogen                           | Maria Gripe                                 |
| 1985 | Simon och ekarna                                      | Marianne Fredriksson    | Vi smyger på Enok                                           | Viveca Sundvall och Eva Eriksson            |
| 1986 | Tjuven                                                | Göran Tunström          | Rävjakten                                                   | Sven Nordqvist                              |
| 1987 | Vindspejare                                           | Agneta Pleijel          | Opp och hoppa Morfar Prosten                                | Eva Bexell                                  |
| 1988 | Poltava                                               | Peter Englund           | Oscar i Paradiset                                           | Margareta Lindberg                          |
| 1989 | Månen vet inte                                        | Niklas Rådström         | Sunkan flyger                                               | Barbro Lindgren och Olof Landström          |
| 1990 | Klas Katt går vilse                                   | Gunnar Lundkvist        | Else-Marie och småpapporna                                  | Pija Lindenbaum                             |
| 1991 | Livets ax                                             | Sven Delblanc           | Gräset skrattar                                             | Britt G Hallqvist                           |
| 1992 | Strandmannen                                          | Peter Kihlgård          | Nisse på stranden                                           | Olof och Lena Landström                     |
| 1993 | Händelser vid vatten                                  | Kerstin Ekman           | Mod, Matilda Markström                                      | Annika Holm                                 |
| 1994 | Anna, Hanna och Johanna                               | Marianne Fredriksson    | Mamma Mu åker bobb                                          | Jujja och Tomas Wieslander                  |
| 1995 | Kvällarna på Pärlan                                   | Claes Hylinger          | Guldflickan                                                 | Hannele Norrström och Sven Nordqvist        |
| 1996 | Den femte kvinnan                                     | Henning Mankell         | En ö i havet                                                | Annika Thor                                 |
| 1997 | Aprilhäxan                                            | Majgull Axelsson        | Sanning eller konsekvens                                    | Annika Thor                                 |
| 1998 | Mosippan                                              | Elsie Johansson         | Malla handlar                                               | Eva Eriksson                                |
| 1999 | Livläkarens besök                                     | P.O. Enquist            | Tsatsiki och kärleken                                       | Moni Nilsson-Brännström och Pija Lindenbaum |
| 2000 | Populärmusik från Vittula                             | Mikael Niemi            | Zigge med zäta                                              | Inger Lindahl och Eva Lindström             |
| 2001 | Underdog                                              | Torbjörn Flygt          | Sandor slash Ida                                            | Sara Kadefors                               |
| 2002 | Den vidunderliga kärlekens historia                   | Carl-Johan Vallgren     | Adjö, herr Muffin                                           | Ulf Nilsson och Anna-Clara Tidholm          |
| 2003 | Ett ögonblicks verk                                   | Anders Paulrud          | I taket lyser stjärnorna                                    | Johanna Thydell                             |
| 2004 | I skuggan av ett brott                                | Helena Henschen         | Kråkans otroliga liftarsemester                             | Frida Nilsson                               |
| 2005 | Män som hatar kvinnor                                 | Stieg Larsson           | Samurajsommar                                               | Åke Edwardson                               |
| 2006 | Nu vill jag sjunga dig milda sånger                   | Linda Olsson            | Lill-Zlatan och morbror raring                              | Pija Lindenbaum                             |
| 2007 | Mig äger ingen                                        | Åsa Linderborg          | Var är min syster?                                          | Sven Nordqvist                              |
| 2008 | Nattfåk                                               | Johan Theorin           | Matildas katter                                             | Jan Lööf                                    |
| 2009 | Hundraåringen som klev ut genom fönstret och försvann | Jonas Jonasson          | Siv sover vilse                                             | Pija Lindenbaum                             |
| 2010 | Den döende detektiven                                 | Leif G.W. Persson       | När prinsar blir förtrollade                                | Per Gustavsson                              |
| 2011 | Himmelsdalen                                          | Marie Hermanson         | Konstiga djur                                               | Lotta Olsson och Maria Nilsson Thore        |
| 2012 | Torka aldrig tårar utan handskar: 1. Kärleken         | Jonas Gardell           | Det är en gris på dagis                                     | Johanna Thydell och Charlotte Ramel         |
| 2013 | Egenmäktigt förfarande – en roman om kärlek           | Lena Andersson          | Linux – uttagningen                                         | Maths Claesson                              |
| 2014 | Jag heter inte Miriam                                 | Majgull Axelsson        | Silverpojken                                                | Kristina Ohlsson                            |
| 2015 | Allt jag inte minns                                   | Jonas Hassen Khemiri    | Ishavspirater                                               | Frida Nilsson                               |
| 2016 | Störst av allt                                        | Malin Persson Giolito   | Sagasagor: studsmatta, simskola och en borttappad tigertass | Josefin Sundström och Emma Göthner          |
| 2017 | Den svavelgula himlen                                 | Kjell Westö             | Lejoparden                                                  | Björn Bergenholtz                           |
| 2018 | Jag for ner till bror                                 | Karin Smirnoff          | Gropen                                                      | Emma Adbåge                                 |
| 2019 | Klubben                                               | Matilda Gustavsson      | Trollet är inte hemma                                       | Lars Lerin                                  |
| 2020 | Samlade verk                                          | Lydia Sandgren          | Boken som inte ville bli läst                               | David Sundin                                |
| 2021 | Stöld                                                 | Ann-Helén Laestadius    | Furan                                                       | Lisen Adbåge                                |
| 2022 | Kaffe med mjölk                                       | Ella-Maria Nutti        | Lasten                                                      | Petter Lidbeck                              |
| 2023 | Jävla karlar                                          | Andrev Walden           | Resan hem                                                   | Sven Nordqvist                              |